# Museo de Arqueología de Chacas

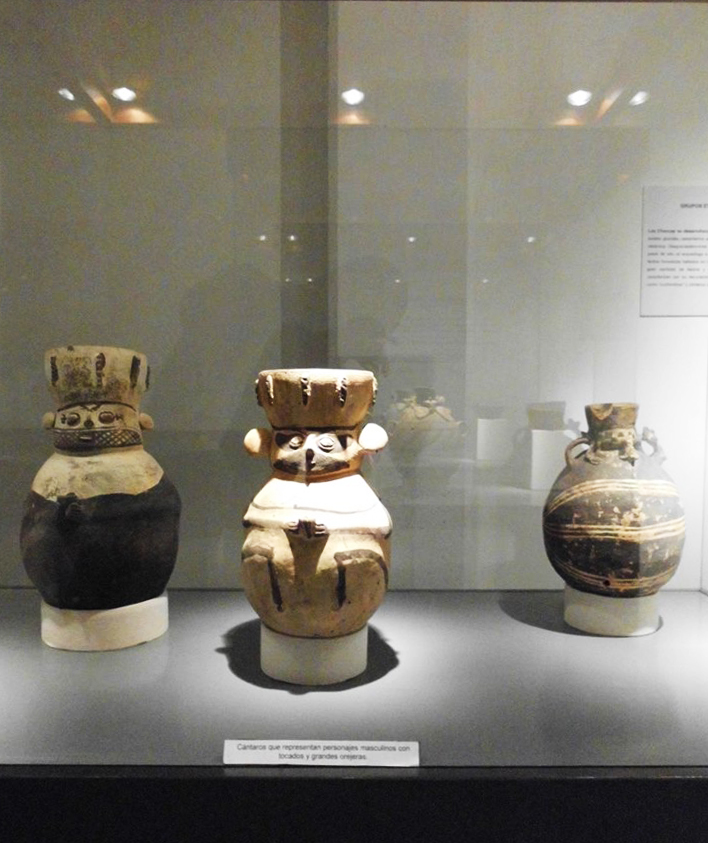
Exposición de cántaros de estilo Recuay

El Museo de Arqueología de Chacas es un museo peruano que está situado la Plaza Ugo de Censi de Chacas, en el distrito del mismo nombre, en la región Áncash. Fue construido entre 1998 y 2002 e inaugurado en el 2003.

## Historia
Fue construido por etapas entre 1998 y 2002 luego de acondicionar el terreno tipo plataforma que sirvió de atrio para la iglesia de Chacas. Este sector fue utilizado como cementerio desde la fundación de Chacas en 1575 hasta 1773, cuando el rey Carlos III de España emitió la ordenanza real Ley 1ª, tít. iii, lib. i de ley Novísima, de construirse los cementerios fuera del pueblo por cuestiones de salubridad.
Luego de retirar los numerosos restos óseos, se procedió a construir el muro de contención para la base de la iglesia y los muros perimetrales del museo revestidos de piedras labradas de granito. El trabajo estructural culminó en el 2001 y el acabado final se dio en el 2002. Finalmente el museo fue inaugurado con una pequeña sala de exposición en el 2003.
Desde 2015 es administrado por la parroquia de Chacas en convenio con el INC y dentro de sus instalaciones se encuentran las siguientes muestras:

## Muestras
- Arte precolombino de la cultura recuay
- Arte precolombino de la cultura recuay del valle de Chacas
- Arte precolombino inca de la cuenca del Yanamayo
- Muestra cultural Jirka: Donada por los docentes Godofredo Montoya y Clara Huertas en 2023. [2]